# Герб Ботсвани
Державний герб Ботсвани затверджений 25 січня 1966.

## Опис
Щит розташований в центрі, його підтримують дві зебри. Форма щита традиційна для Східної Африки. У верхній частині щита три зубчастих колеса, які символізують промисловість.
Три хвилі символізують воду. А девіз у нижній частині герба на блакитній стрічці «Pula» мовою Сетсвана означає «дощ». Цей девіз і хвилі підкреслюють важливість води для Ботсвани.
У нижній частині щита розташована голова бика, яка символізує високе значення худоби для Ботсвани. Дві зебри символізують важливу частину живої природи в Ботсвані. Зебра справа тримає гілку сорго, важливу сільськогосподарську культуру для країни. Зебра ліворуч тримає бивень слона — слонову кістку, що символізує торгівлю слоновою кісткою в Ботсвані в минулому.